# روبرت سميث فانس
روبرت سميث فانس (بالإنجليزية: Robert Smith Vance)‏ هو قاضي أمريكي، ولد في 10 مايو 1931 في تالاديغا في الولايات المتحدة، وتوفي في 16 ديسمبر 1989 في ماونتن بروك في الولايات المتحدة بسبب انفجار.